# Maglič vára
Maglič vára (ejtsd: maglics, szerbül Маглич / Maglič)  Szerbiában található 13. századi vár. Kraljevótól mintegy 20 km-re délre fekszik. A vár az Ibar folyó egyik kanyarulatában fekvő hegy tetején található mintegy 100 méterrel a folyó szintje fölött. Műemlékvédelem alatt áll. A vár védte az egyetlen olyan utat, amely a Nagy-Morava folyó völgyén keresztül futott. Maglič nevének jelentése „A ködös”, mivel szerb nyelven a „magla” szó ködöt jelent.
A vár 1979-ben felkerült Szerbia kiemelt fontosságú műemlékeinek listájára. 

## Történelme
A vár feltehetően a 13. század első felében épült Nemanjics István szerb király, vagy fia, I. István Uroš szerb király uralkodása idején. A Szerb Birodalom idején (1346–1371 közt) II. Danilo szerb pátriárka székhelye volt, aki messze földön híres hagiográfiákat és regiográfiákat írt itt. Szendrő eleste után, 1459. június 20-án a Török Birodalom elfoglalta Magličot és a vár török hódoltság alatt maradt, egészen a A Szent Liga háborújának végééig. Miután a szerb felkelés során vereséget szenvedtek védői az ottomán törököktől, a vár elnéptelenedett. 

## Képek

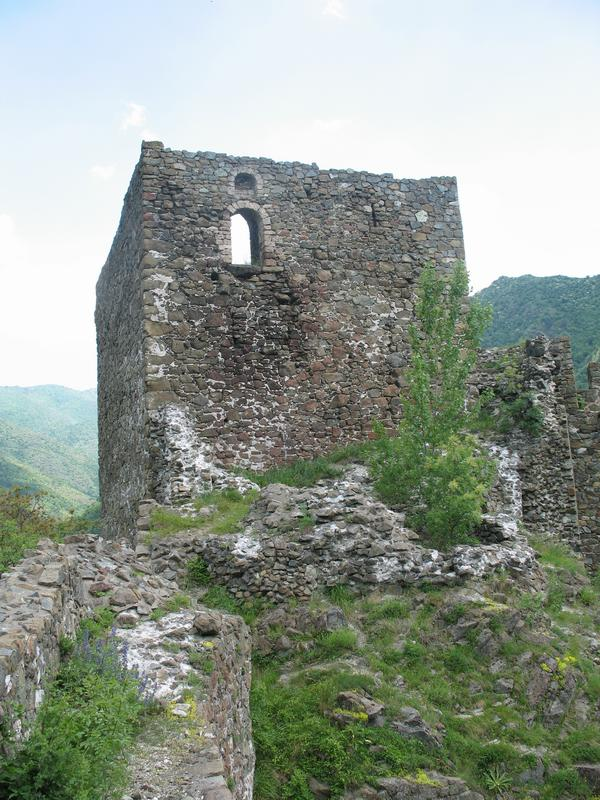

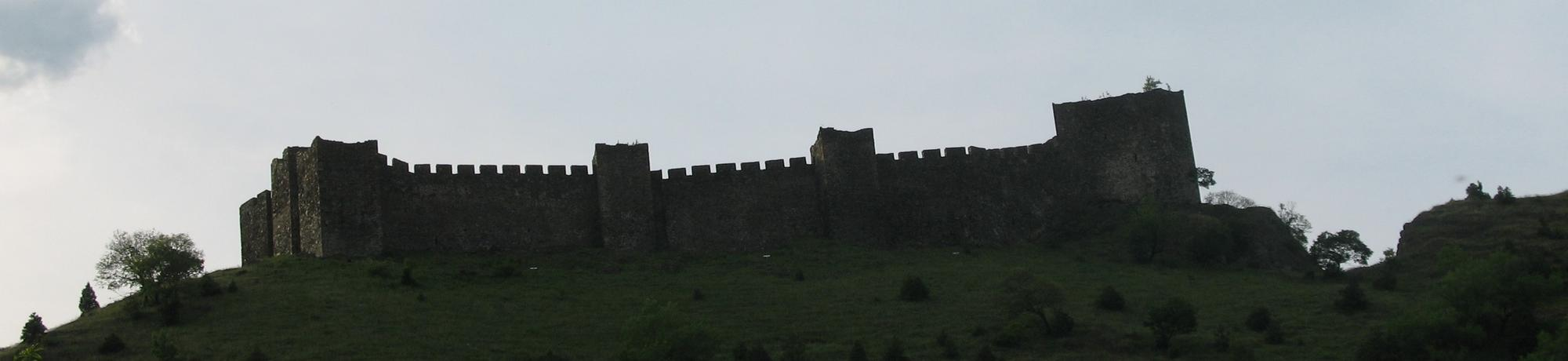
Maglič várának panorámaképe

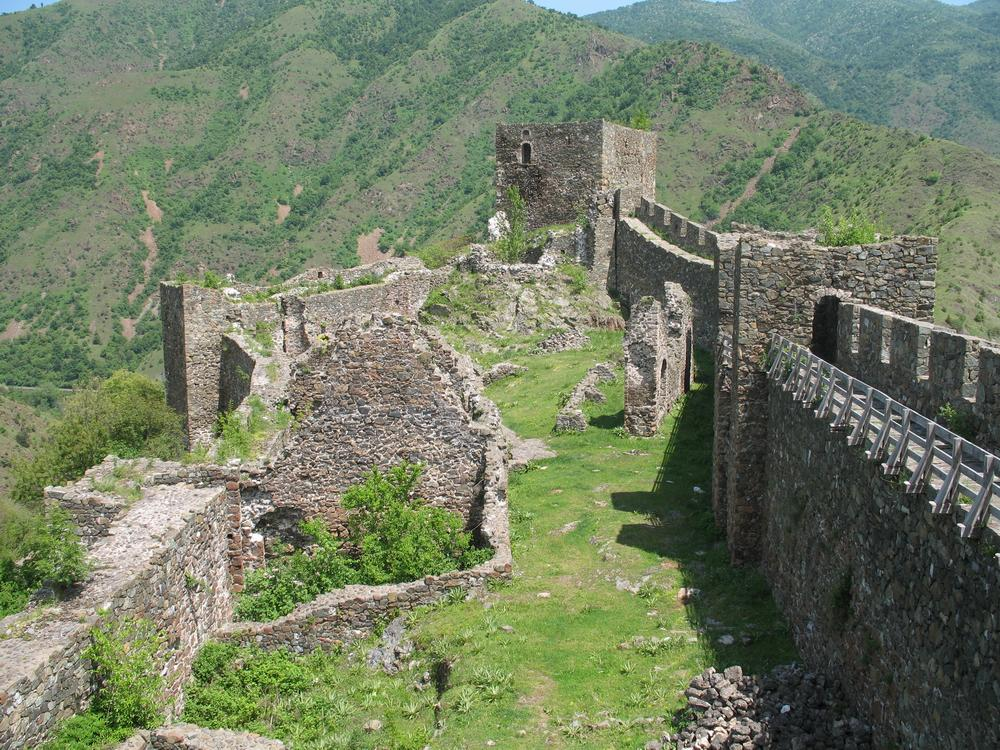
A vár belső része
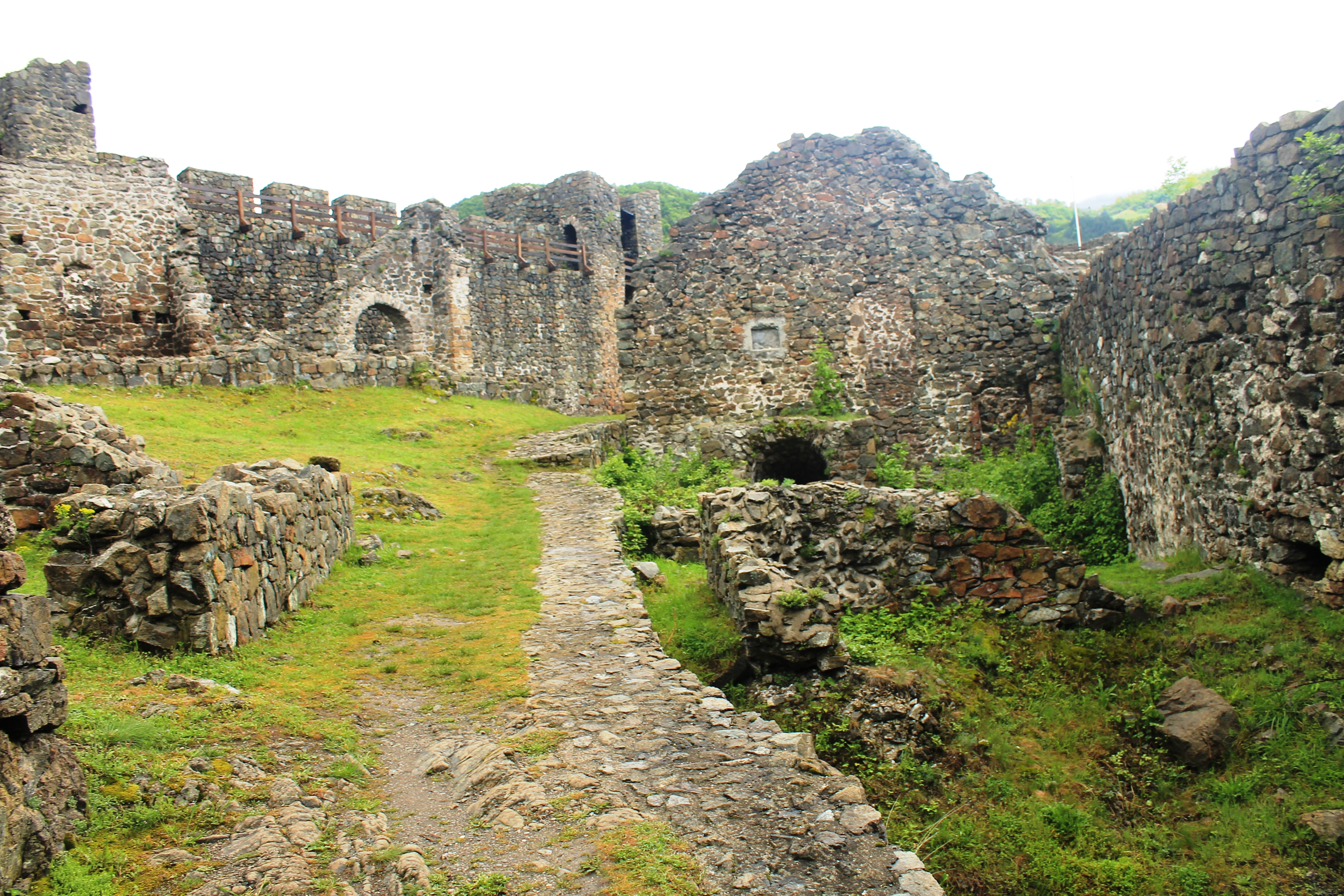
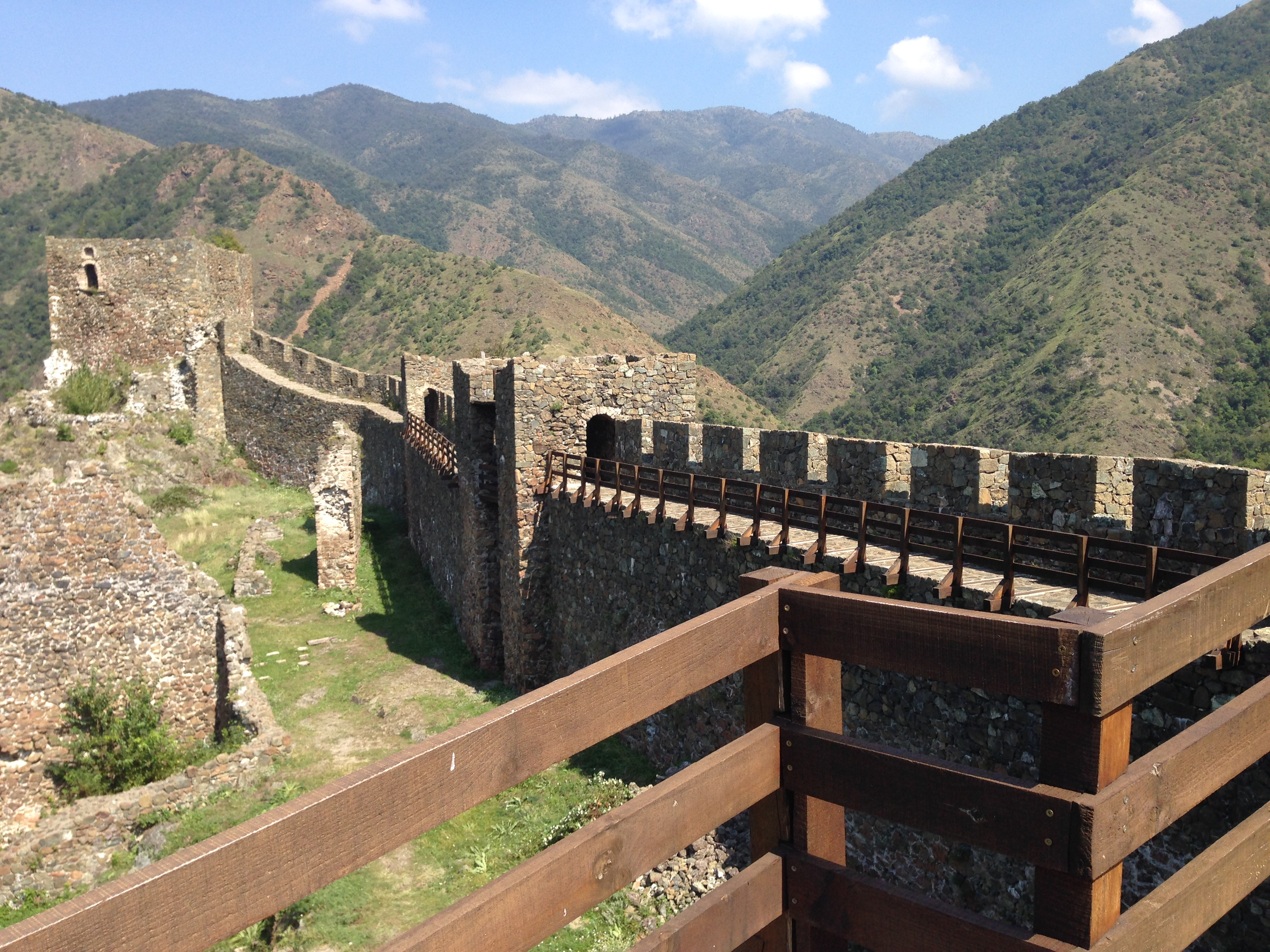
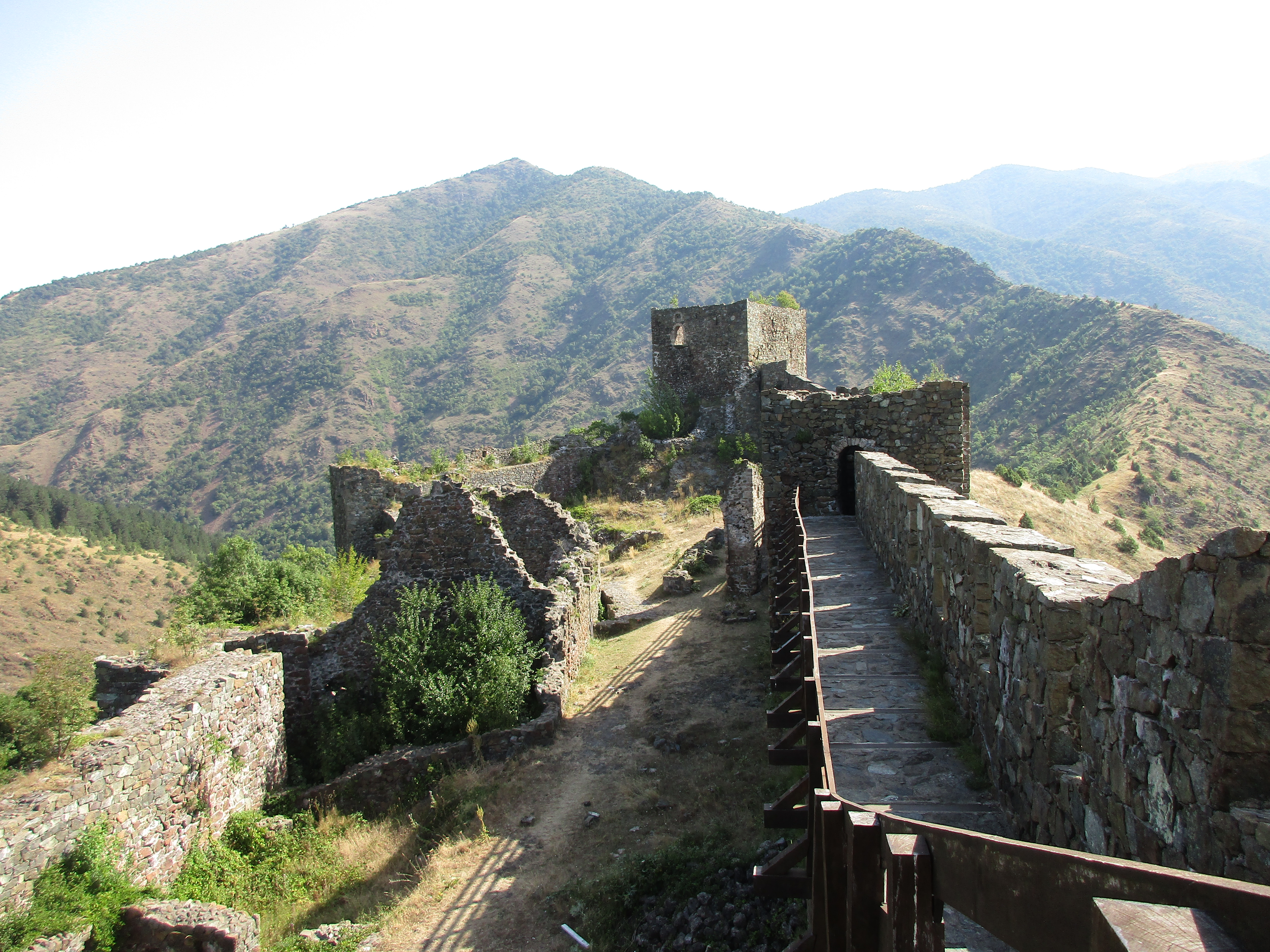
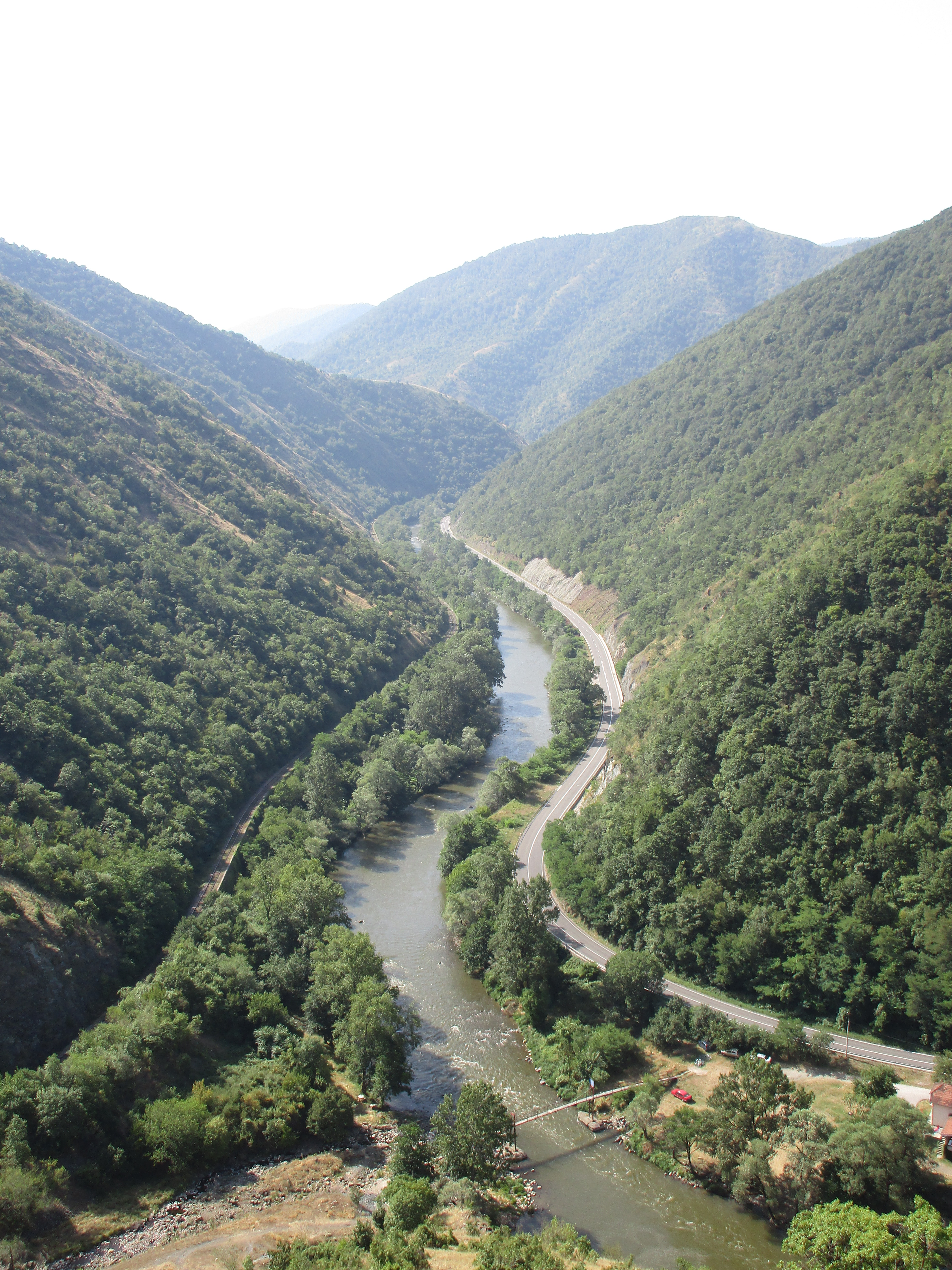
Az Ibar völgye a várból

## Fordítás
- Ez a szócikk részben vagy egészben  a   Maglič című angol Wikipédia-szócikk ezen változatának fordításán alapul.  Az eredeti cikk szerkesztőit annak laptörténete sorolja fel. Ez a jelzés csupán a megfogalmazás eredetét és a szerzői jogokat jelzi, nem szolgál a cikkben szereplő információk forrásmegjelöléseként.